# Feuerwehr in Großbritannien

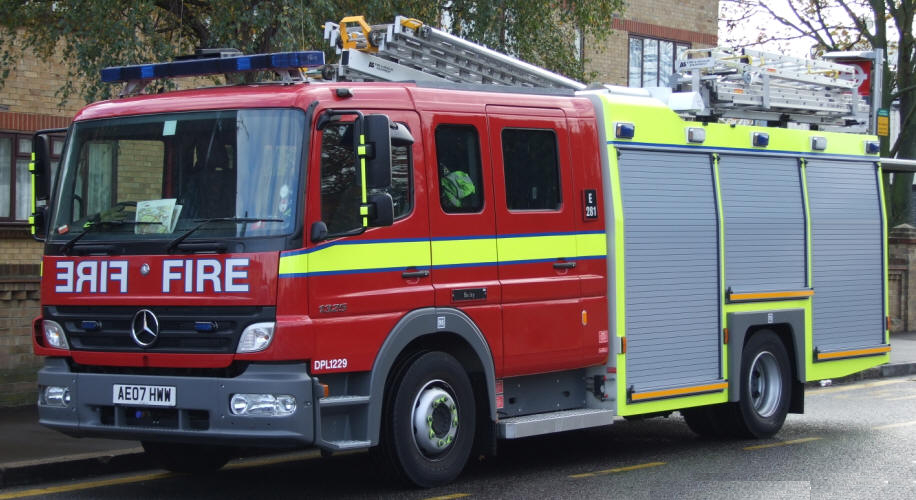
Feuerwehrfahrzeug der Londoner Feuerwehr

Die Feuerwehren in Großbritannien arbeiten in England und Wales, in Nordirland und in Schottland unter getrennten legislativen und administrativen Regelungen.
Der Notfallschutz wird von über fünfzig Feuerwehr- und Rettungsdiensten (englisch: Fire and Rescue Services) (FRS) geleistet, wie sie nach der aktuellen Gesetzgebung und von Regierungsbehörden festgelegt sind. Viele dieser FRS waren früher als Feuerwehrbrigaden oder Bezirksfeuerwehren bekannt.
Die FRS unterscheiden sich von einer Feuerwehrbehörde, die eine legislative, öffentliche und administrative Körperschaft ist. Die Feuerwehrbehörden in England und Wales (und früher auch Schottland) und damit auch Feuerwehr- und Rettungsdienste finanzieren sich zum großen Teil aus Steuermitteln. Schottland und Nordirland haben ihre Brandschutz- und Rettungsdienste zentralisiert.
Das Gesamtbudget für Feuerwehren in Großbritannien belief sich 2014/15 auf 2,9 Milliarden Pfund.
Die Zentralregierung unterhält nationale Standards und ein Gremium unabhängiger Berater durch den Chief Fire and Rescue Adviser, das im Jahr 2007 gegründet wurde. Die Regierung in Schottland hat mit der HMFSI Scotland eine ähnliche Einrichtung.
Feuerwehrleute in Großbritannien dürfen Gewerkschaften beitreten. Die größte Gewerkschaft ist die Fire Brigades Union, während die Leiter der verschiedenen FRS Mitglieder der Chief Fire Officers Association organisiert sind.
Die Feuerwehren haben seit Beginn des 21. Jahrhunderts erhebliche Veränderungen durchgemacht. Dies betrifft besonders den Prozess, der durch die Übertragung von Befugnissen der Zentralregierung, neue Gesetze und Änderungen der Betriebsverfahren angesichts der Angriffe und Bedrohungen durch den Terrorismus zu schaffen, entstanden sind, vorangetrieben wurde.

## Allgemeines
In Großbritannien bestehen 2.053 Feuerwehrhäuser und Feuerwachen, in denen 2.900 Löschfahrzeuge und 235 Drehleitern bzw. Teleskopmaste für Feuerwehreinsätze bereitstehen. Insgesamt sind 60.500 Personen, davon 40.100 Berufsfeuerwehrleute, 19.000 hauptamtliche Teilzeitkräfte und 1.400 freiwillige Feuerwehrleute, im Feuerwehrwesen tätig. Die britischen Feuerwehren wurden im Jahr 2019 zu 705.924 Einsätzen alarmiert, dabei waren 222.511 Brände zu löschen. Hierbei wurden 317 Tote von den Feuerwehren geborgen und 8.750 Verletzte gerettet.

## Feuerwehrstruktur

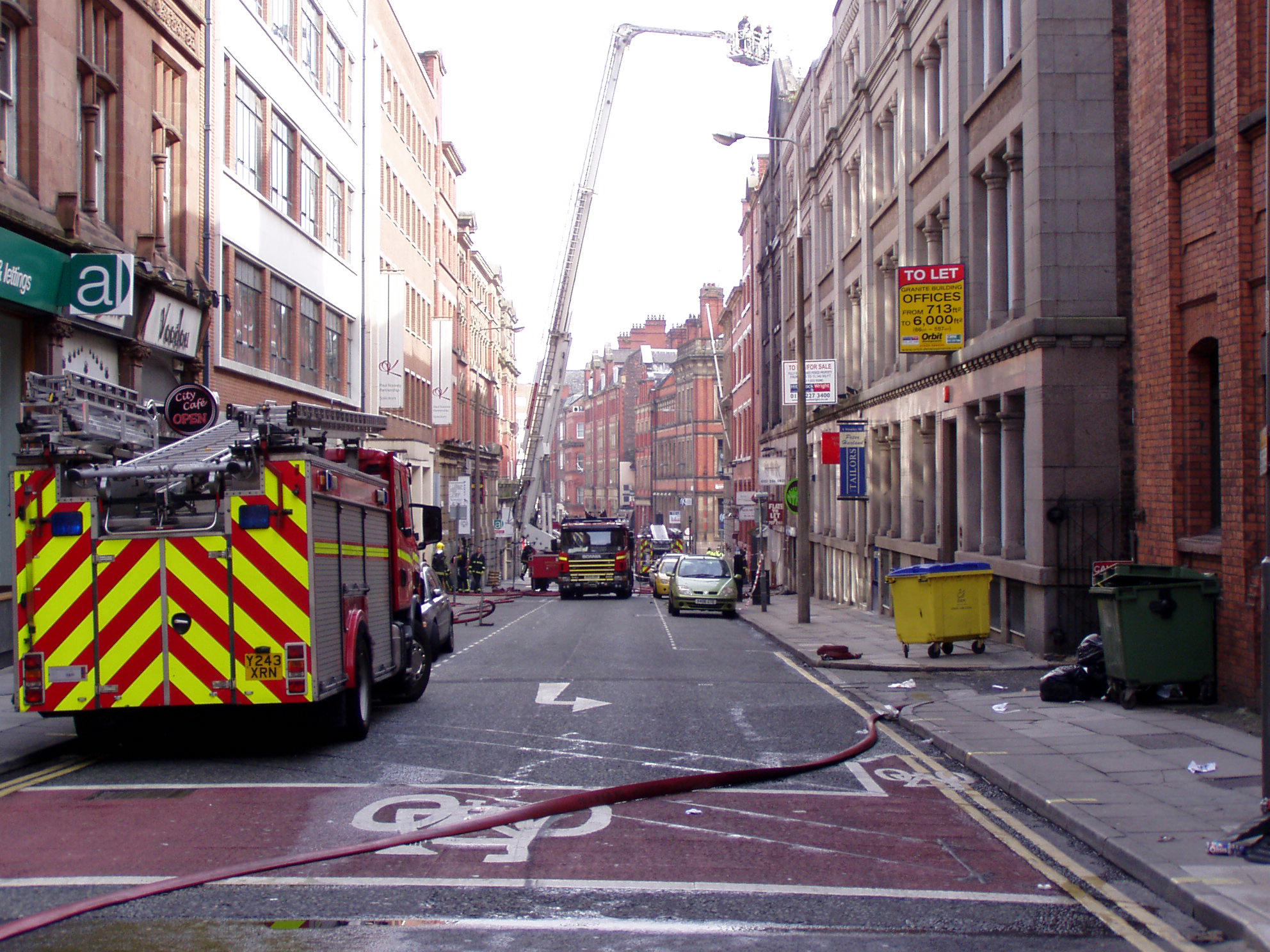
Die Feuerwehr Merseyside im Einsatz

### Fire and Rescue Services / Feuerwehrbrigade-Ebene
Feuerwehreinheiten werden wie folgt vor Ort unterteilt:
- Kommandos: Große Brigaden, wie die London Fire Brigade, sind in Kommandos unterteilt.
- Gebiete: Eine Brigade oder FRS kann auch in Gebiete unterteilt werden.
- Division: Ein kleineres geographisches Gebiet, es kann örtlich entschieden werden.
- Bezirk: Brigaden sind mit lokalen Behörden abgestimmt.

### Feuerwehrangehörige
Die folgenden Beschäftigungsarten finden sich in den Feuerwachen:
- Wholetime: Feuerwehrangehörige arbeiten Vollzeit in zwei Tag- und Nachtschichten innerhalb der Feuerwehr.
- Tagcrew: Feuerwehrangehörige arbeiten 10 bis 12 Stunden am Tag und haben nachts Bereitschaftsdienst.
- Tagescrew plus: Feuerwehrangehörige arbeiten in einer 24-Stunden-Schicht, die aus 12 Stunden in der Station besteht, und verbringen die Nacht in einem Gebäude auf dem Gelände der Feuerwache.
- Bereitschaft (Retained): Feuerwehrangehörige sind für lange Zeiträume (mindestens 70 Stunden pro Woche) bereit, um auf Alarme zu reagieren. Sie erhalten ein Gehalt für die Zeit, die sie auf Abruf verbringen, und einen höheren Betrag für jeden Einsatz. Viele dieser Personen haben Jobs außerhalb der Feuerwehr.

- Freiwillige: Freiwillige Feuerwehrleute sind sehr selten vorhanden, obgleich einige Stationen von Freiwilligen Feuerwehren in bestimmten ländlichen Gebieten wie Schottland und North Yorkshire von freiwilligen Kräften betrieben werden.

Großstädtische Feuerwachen haben Vollzeit-Mannschaften und zusätzlich in Bereitschaft stehende Feuerwehrangehörige zu beschäftigen. Kleine ländliche werden normalerweise nur von im Alarmfall einzusetzenden Feuerwehrangehörigen besetzt.

### Feuerwehrverband

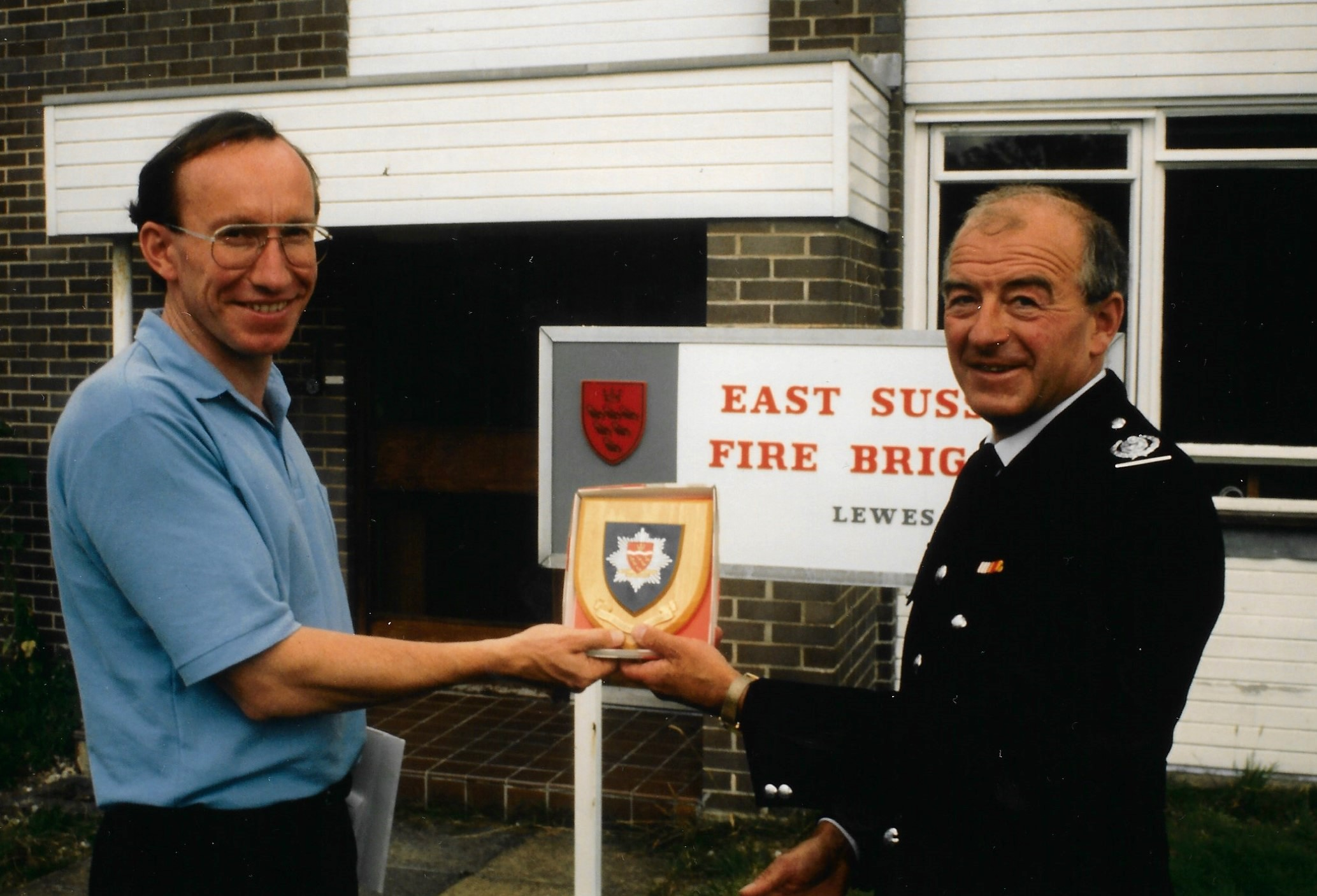
Franz-Josef Sehr (deutsche Delegation) mit Fire Chief East Sussex Fire Brigade in Lewes, 1987

Die Feuerwehren sind über die Fire Sector Federation United Kingdom (Feuerwehrverband Großbritannien) Mitglied des Weltfeuerwehrverbandes CTIF. Der Permanente Rat des Weltfeuerwehrverbandes CTIF beschloss am 14. Juli 1973 die Feuerwehr Großbritanniens als neues ordentliches Mitglied aufzunehmen. Darüber hinaus bestehen Verbindungen insbesondere zu europäischen Feuerwehrverbänden, wie dem Deutschen Feuerwehrverband.

## Alarmierungen

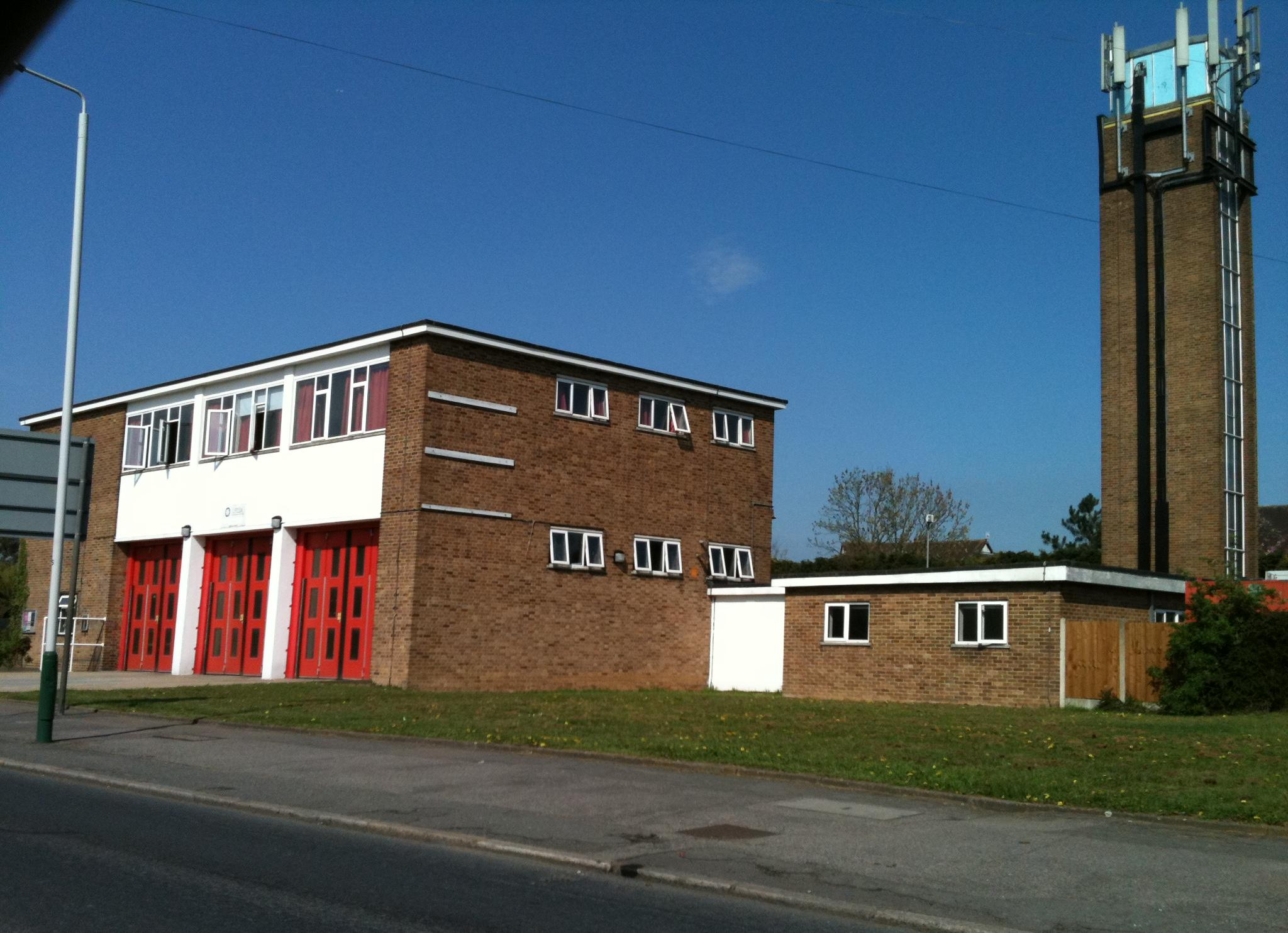
Eine Feuerwache der Londoner Feuerwehr in Romford

In England wurden die örtlichen Feuer- und Rettungsdienste im Berichtsjahr 2014/15 insgesamt 495.400 Mal alarmiert. Davon waren rund 154.700 Brände (31 %) und bei etwa 125.000 Vorfällen ging es um Hilfeleistungen (25 %). Zudem gab es rund 215.600 Fehlalarme (44 %). Bei diesen Einsätzen waren 258 Brandopfer zu verzeichnen.

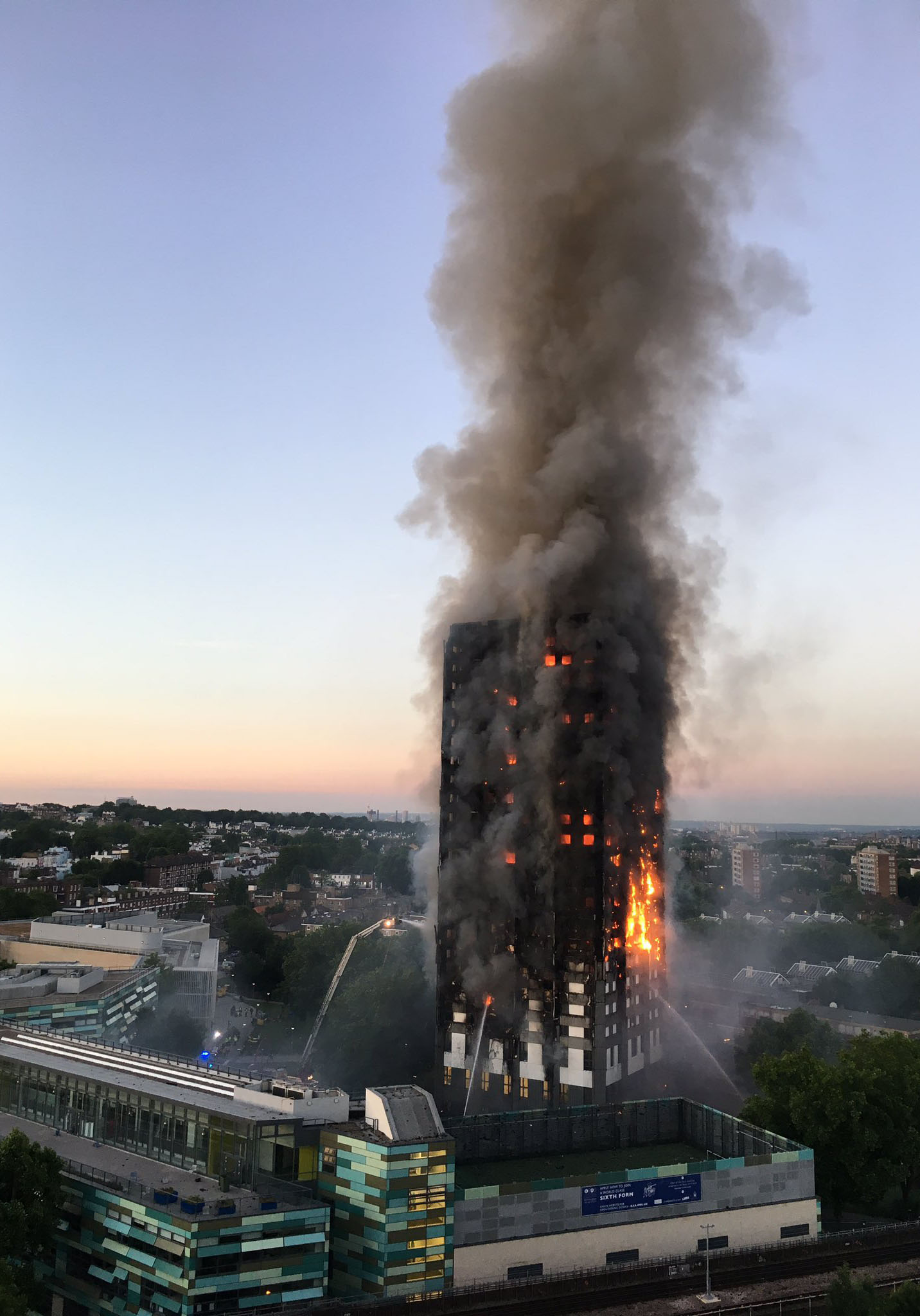
Der Großbrand des Grenfell Towers 2017

Der letzte signifikante Großbrand in ereignete sich am 14. Juni 2017 beim Vollbrand des 24-geschossigen Wohnhochhauses Grenfell Tower im Stadtteil North Kensington (Royal Borough of Kensington and Chelsea) im westlichen Stadtzentrum von London mit mindestens 80 Todesopfern und 79 Verletzten. Rund 200 Feuerwehrleute mit 40 Einsatzfahrzeugen wurden eingesetzt.

## Öffentliche Feuer- und Rettungsdienste

### England
Folgende Feuerwehren bestehen in England:
- Avon Feuer- und Rettungsdienst
- Bedfordshire und Luton Feuer- und Rettungsdienst
- Royal Berkshire Feuer- und Rettungsdienst
- Buckinghamshire Feuer- und Rettungsdienst
- Cambridgeshire Feuer- und Rettungsdienst
- Cheshire Feuer- und Rettungsdienst
- Cleveland Feuerwehr
- Cornwall Feuer- und Rettungsdienst
- Grafschaft Durham und Darlington Fire and Rescue Service
- Cumbria Feuer- und Rettungsdienst
- Derbyshire Feuer- und Rettungsdienst
- Devon und Somerset Feuer- und Rettungsdienst
- Dorset und Wiltshire Feuer- und Rettungsdienst
- East Sussex Feuer- und Rettungsdienst[5]
- Essex County Feuer- und Rettungsdienst
- Gloucestershire Feuer- und Rettungsdienst
- Greater Manchester Feuer- und Rettungsdienst
- Hampshire Feuer- und Rettungsdienst
- Feuerwehr und Rettungsdienst in Hereford und Worcester
- Hertfordshire Feuer- und Rettungsdienst
- Humberside Feuerwehr und Rettungsdienst
- Isles of Scilly Feuerwehr- und Rettungsdienst

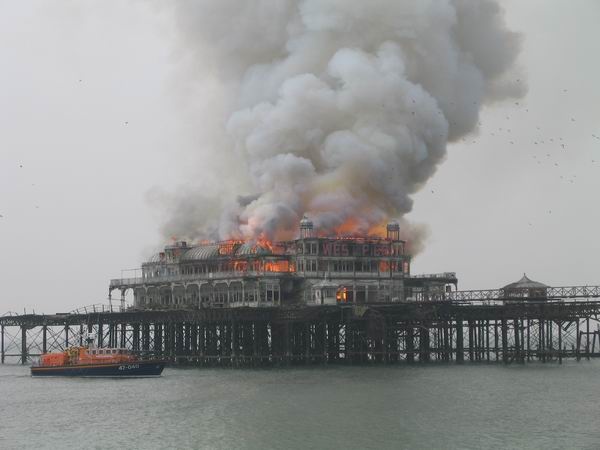
Feuer am West Pier in Brighton, England

- Isle of Wight Feuer- und Rettungsdienst
- Lancashire Feuer- und Rettungsdienst
- Kent Feuer- und Rettungsdienst
- Leicestershire Feuer- und Rettungsdienst
- Lincolnshire Feuer- und Rettungsdienst
- Londoner Feuerwehr LFEPA
- Merseyside Feuer- und Rettungsdienst
- Norfolk Feuer und Rettungsdienst
- Northamptonshire Feuerwehr- und Rettungsdienst
- Northumberland Feuerwehr- und Rettungsdienst
- North Yorkshire Feuer- und Rettungsdienst
- Nottinghamshire Feuer- und Rettungsdienst
- Oxfordshire Feuer- und Rettungsdienst
- Shropshire Feuer- und Rettungsdienst
- South Yorkshire Feuer- und Rettungsdienst
- Staffordshire Feuer- und Rettungsdienst
- Suffolk Feuer- und Rettungsdienst
- Surrey Feuer- und Rettungsdienst
- Tyne and Wear Feuer- und Rettungsdienst
- Warwickshire Feuer- und Rettungsdienst
- West Midlands Feuerwehr
- West Sussex Feuer und Rettungsdienst
- Feuerwehr- und Rettungsdienst in West Yorkshire

### Wales
Mid- und West Wales Feuerwehr- und Rettungsdienst:
- Feuerwachen: Carmarthenshire, Ceredigion, Neath Port Talbot, Pembrokeshire, Powys, Swansea

Nordwales Feuerwehr und Rettungsdienst:
- Feuerwachen: Anglesey, Conwy, Denbighshire, Flintshire, Gwynedd, Wrexham

Südwales Feuerwehr und Rettungsdienst:
- Feuerwachen: Blaenau Gwent, Bridgend, Caerphilly, Cardiff, Merthyr Tydfil, Monmouthshire, Newport, Rhondda Cynon Taf, Torfaen, Vale of Glamorgan

### Nordirland
Nordirland hat seit 1950 eine einzige gesetzliche Feuerwehr:
- Nordirischer Feuerwehr- und Rettungsdienst

### Schottland
Schottland hat seit dem 1. April 2013 eine einzige gesetzliche Feuerwache mit Sitz in Cambuslang:
- Scottish Fire and Rescue Service

## Andere britische Feuer- und Rettungsdienste
In Großbritannien gibt es mehrere spezialisierte und private FRS.

### Flughafenfeuerwehr
Private Flughafenfeuerwehren in Großbritannien schützen alle Kategorien von Flughäfen und Flugplätzen. Sie werden normalerweise als Rettungs- und Brandbekämpfungsdienste bezeichnet.

### Verteidigungs- und Rettungsdienst
Das britische Verteidigungsministerium betreibt eine eigene Feuer- und Rettungsorganisation.

### Feuerwehren zum Schutz von königlichen Einrichtungen
Die Königliche Feuerwehr im Buckingham Palace:
Mehrere staatliche Gebäude, darunter königliche Residenzen und der Palast von Westminster, werden von ihren eigenen Feuerwehren geschützt, um Stätten des Erbes und der königlichen Herrschaft zu schützen. Die Royal Household Fire Service ist für die Brandbekämpfung in Royal-Liegenschaften verantwortlich.

### Private und industrielle FRS
Einige große Fabriken betreiben ihre eigenen privaten oder industriellen (Werk-)Feuerwehren, um ihre Eigentum zu schützen und eine erste Angriffsmöglichkeit zu schaffen bis lokale Feuerwehren eintreffen.

### Feuerwehr in Kernkraftwerken
British Nuclear Fuels und einige andere Betreiber von Kernkraftwerken haben ihre eigene Feuerwehr der British Nuclear Fuels Limited (BNFL) vor Ort.

### Hafenfeuerwehren
Mehrere große Häfen haben ihre eigene Feuerwehr, wie beispielsweise die Hafenstadt Felixstowe.

### Feuerwehren für Brandschutz bei Veranstaltungen
Mehrere Feuerwehren für private Veranstaltungen sind in Großbritannien auf Großveranstaltungen wie Flugshows, Regatten, Konzerten und auf Filmkulissen vertreten.